# Коковихин, Иван Тимофеевич
Иван Тимофе́евич (Трофи́мович) Кокови́хин (1808 год — ?) — российский архитектор-монументалист, заводской архитектор Ижевского оружейного завода в 1847—60 годах.
Был архитектором-самоучкой, из мастеровых. Строил жилые, административные и промышленные здания.
В 1856 году на Ижевском оружейном заводе построил цех на 6 горнов и 4 молота для освоения контуазского способа производства кричного железа.
Сын Николай (1832 — ?) также был заводским архитектором Ижевского оружейного завода в 1870—80 годах.

## Основные постройки
- Реконструкция денежной кладовой под гауптвахту (1852)[6].
- Колокольня Троицкого собора (1852—57)[7].
- Генеральский дом (ул. Горького, 75, 1854—57 годы)[8].
- Дом Коковихиных (ул. Свердлова, 9, до 1852 года — земская больница)[1].

- Мемориальная табличка на здании бывшей денежной кладовой
- Генеральский дом
- Реставрация дома Коковихиных в Ижевске (ул. Свердлова, 9)
- Дом Коковихиных в 2019 году